# Contea di Yanling (Henan)
La contea di Yanling (鄢陵县S, Yānlíng XiànP) è una contea della Cina, situata nella provincia di Henan e amministrata dalla prefettura di Xuchang.